# Ландвер, Нэйт
Нэ́йтан Уэ́йд Ла́ндвер (англ. Nate нем. Landwehr; род. 7 июня 1988 года, США) — американский боец смешанного стиля, представитель полулёгкой весовой категории. Выступает на профессиональном уровне с 2012 года, известен по участию в турнирах бойцовских организаций M-1 Global и UFC. Бывший чемпион M-1 Global в полулёгком весе.

## Биография
Ландвер родился и вырос в городе Кларксвилл, штата Теннесси и учился в школе Россвью. Нэйт играл в американский футбол с третьего класса до окончания средней школы. Также он выступал по борьбе и в соревнованиях по бегу. После окончания средней школы Ландвер переехал в Канзас и два года учился в колледже города Хайленд, где получал стипендию.

## Карьера в смешанных единоборствах

### Ранняя карьера
Перед подписанием контракта с первой крупнейшей организацией в карьере M-1 Global, Ландвер набил рекорд 8-2 и становился чемпионом в полулёгкой категории региональной организаций 3FC.

### M1-Global
23 сентября 2017 года дебютировал в организации на турнире в Казани, нокаутировав во втором раунде Мастера спорта России по самбо Михаила Коробкова.
10 ноября 2017 года на турнире в Москве ему противостоял Виктор Колесник, которого американец одолел раздельным решением судей.
21 июля 2018 года получил титульный шанс на турнире в Назрани против действующего чемпиона организации Хамзата Далгиева. Нэйт нокаутировал его во втором раунде и стал чемпионом M-1 Global.
15 декабря 2018 года в казахстанском Атырау защитил титул чемпиона, нокаутировав в третьем раунде шедшего на серии из трех побед украинца Андрея Лежнева.
28 июня 2019 года в Нур-Султане состоялся чемпионский реванш против Виктора Колесника, который также забрал американец, на этот раз единогласным решением судей.

### Ultimate Fighting Championship
25 января 2020 года на турнире UFC Fight Night: Блейдс vs. дус Сантус дебютировал в организации против бразильца Герберта Бёрнса и проиграл нокаутом после удара коленом в первом раунде.
16 мая 2020 года на турнире UFC on ESPN: Оверим vs. Харрис одержал свою первую победу в UFC, одолев единогласным решением судей (29-28, 30-27, 30-27) опытного Даррена Элкинса.
20 февраля 2021 года на турнире UFC Fight Night: Блейдс vs. Льюис встретился с Джулианом Эросой и вновь проиграл нокаутом после удара коленом в прыжке и опять же в первом раунде.
16 октября 2021 года на турнире UFC Fight Night: Лэдд vs. Думонт ему противостоял Людовит Кляйн. Нэйт одолел его удушением анаконды в третьем раунде и заработал бонус за «Выступление вечера».
13 августа 2022 года в со-главном бою турнира UFC on ESPN: Вера vs. Крус Ландвер одержал вторую подряд победу, одолев решением большинства судей (28–28, 29–27, 29–27) угандийца Дэвида Онаму.
25 марта 2023 года на турнире UFC on ESPN: Вера vs. Сэндхэген задушил соотечественника Остина Линго во втором раунде и в третий раз подряд получил бонус — теперь за «Выступление вечера».

## Титулы
- M-1 Global 
  -  Чемпион в полулёгком весе.

## Статистика в смешанных единоборствах
По данным Sherdog:
| Боёв 25  | Побед 18 | Поражений 7 |
| -------- | -------- | ----------- |
| Нокаутом | 9        | 4           |
| Сдачей   | 2        | 1           |
| Решением | 7        | 2           |

| Результат | Рекорд | Соперник        | Способ                                     | Турнир                                          | Дата             | Раунд | Время | Место                                 | Примечание                                              |
| --------- | ------ | --------------- | ------------------------------------------ | ----------------------------------------------- | ---------------- | ----- | ----- | ------------------------------------- | ------------------------------------------------------- |
| Поражение | 18-7   | Морган Чаррье   | KO (удары)                                 | UFC Fight Night: Льюис vs. Тейшейра             | 12 июля 2025     | 3     | 0:27  | Нэшвилл, Теннесси, США                | «Лучший бой вечера» (2)                                 |
| Поражение | 18-6   | Чхве Ту Хо      | TKO (удары)                                | UFC 310                                         | 7 декабря 2024   | 3     | 3:21  | Лас-Вегас, Невада, США                |                                                         |
| Победа    | 18–5   | Джамалл Эммерс  | KO (удары)                                 | UFC on ESPN: Блэнчфилд vs. Фьоро                | 30 марта 2024    | 1     | 4:43  | Атлантик-Сити, Нью-Джерси, США        | «Выступление вечера» (3)                                |
| Поражение | 17-5   | Дэн Иге         | Единогласное решение                       | UFC 289                                         | 11 июня 2023     | 3     | 5:00  | Ванкувер, Британская Колумбия, Канада |                                                         |
| Победа    | 17-4   | Остин Линго     | Удушающий приём (сзади)                    | UFC on ESPN: Вера vs. Сэндхэген                 | 25 марта 2023    | 2     | 4:11  | Сан-Антонио, Техас, США               | «Выступление вечера» (2)                                |
| Победа    | 16-4   | Дэвид Онама     | Решение большинства                        | UFC on ESPN: Вера vs. Крус                      | 13 августа 2022  | 3     | 5:00  | Сан-Диего, Калифорния, США            | «Лучший бой вечера» (1)                                 |
| Победа    | 15-4   | Людовит Кляйн   | Сдача (удушение анаконды)                  | UFC Fight Night: Лэдд vs. Думонт                | 16 октября 2021  | 3     | 2:22  | Лас-Вегас, Невада, США                | «Выступление вечера» (1)                                |
| Поражение | 14-4   | Джулиан Эроса   | Технический нокаут (удар коленом в прыжке) | UFC Fight Night: Блейдс vs. Льюис               | 20 февраля 2021  | 1     | 0:56  | Лас-Вегас, Невада, США                |                                                         |
| Победа    | 14-3   | Даррен Элкинс   | Единогласное решение                       | UFC on ESPN: Оверим vs. Харрис                  | 16 мая 2020      | 3     | 5:00  | Джэксонвилл, Флорида, США             |                                                         |
| Поражение | 13-3   | Герберт Бёрнс   | Нокаут (удар коленом)                      | UFC Fight Night: Блейдс vs. дус Сантус          | 25 января 2020   | 1     | 2:43  | Роли, Северная Каролина, США          | Дебют в полулёгком весе UFC                             |
| Победа    | 13-2   | Виктор Колесник | Единогласное решение                       | M-1 Challenge 102 Rakhmonov vs. Varejao         | 28 июня 2019     | 5     | 5:00  | Нур-Султан, Казахстан                 | Защитил (2) титул чемпиона М-1 в полулёгком весе        |
| Победа    | 12-2   | Андрей Лежнёв   | Технический нокаут (удары)                 | M-1 Challenge Battle in Atyrau                  | 15 декабря 2018  | 3     | 3:10  | Атырау, Казахстан                     | Защитил (1) титул чемпиона М-1 в полулёгком весе        |
| Победа    | 11-2   | Хамзат Далгиев  | Технический нокаут (удары)                 | M-1 Challenge 95 Battle in the Mountains 7      | 21 июля 2018     | 2     | 4:35  | Назрань, Россия                       | Завоевал титул чемпиона М-1 в полулёгком весе           |
| Победа    | 10-2   | Виктор Колесник | Раздельное решение                         | M-1 Challenge 85 Ismagulov vs. Karranca         | 10 ноября 2017   | 3     | 5:00  | Москва, Россия                        |                                                         |
| Победа    | 9-2    | Михаил Коробков | Нокаут (удары)                             | M-1 Challenge 83 Tatfight 5: Ragozin vs. Halsey | 23 сентября 2017 | 2     | 1:31  | Казань, Россия                        |                                                         |
| Победа    | 8-2    | Солон Стэли     | Единогласное решение                       | A&A Fight Time Promotions November to Remember  | 5 ноября 2016    | 3     | 5:00  | Кларксвилл, Теннесси, США             |                                                         |
| Победа    | 7-2    | Диего Сараива   | Технический нокаут (удары)                 | A&A Fight Time Promotions A Night of Explosions | 12 марта 2016    | 1     | 4:47  | Кларксвилл, Теннесси, США             |                                                         |
| Поражение | 6-2    | Марк Черико     | Сдача (удушение сзади)                     | GOTC MMA - Gladiators of the Cage 19            | 24 октября 2015  | 2     | 1:34  | Чесвик, Пенсильвания, США             | Бой за вакантный титул чемпиона GOTC в полулёгком весе  |
| Победа    | 6-1    | Энтони Джонс    | Технический нокаут (удары)                 | State Line Promotions BMF Invitational 6        | 13 июня 2015     | 2     | 3:03  | Кларксвилл, Теннесси, США             |                                                         |
| Победа    | 5-1    | Джастин Стив    | Единогласное решение                       | Gladiators of the Cage - The Road To Glory 8    | 24 января 2015   | 3     | 5:00  | Уильямспорт, Пенсильвания, США        |                                                         |
| Победа    | 4-1    | Адам Таунсенд   | Раздельное решение                         | 3FC 20 - Collision Course                       | 1 февраля 2014   | 5     | 5:00  | Пиджен-Фордж, Теннесси, США           | Завоевал вакантный титул чемпиона 3FC в полулёгком весе |
| Победа    | 3-1    | Кит Ричардсон   | Нокаут (удар)                              | XFC 26 - Night of Champions 3                   | 18 октября 2013  | 1     | 4:43  | Нэшвилл, Теннесси, США                |                                                         |
| Поражение | 2-1    | Д'Хуан Оуэнс    | Единогласное решение                       | XFC 22 - Crossing the Line                      | 22 февраля 2013  | 3     | 5:00  | Шарлотт, Северная Каролина, США       |                                                         |
| Победа    | 2-0    | Крис Райт       | Технический нокаут (удары)                 | XFC 20 - High Octane                            | 28 сентября 2012 | 2     | 3:56  | Ноксвилл, Теннесси, США               |                                                         |
| Победа    | 1-0    | Билли Маллинз   | Нокаут (удары)                             | XFC 18 - Music City Mayhem                      | 22 июня 2012     | 2     | 1:21  | Нэшвилл, Теннесси, США                | Дебют в полулёгком весе                                 |